# Ozicrypta clyneae
Ozicrypta clyneae là một loài nhện trong họ Barychelidae. Loài này phân bố ờ Queensland.